# Дубасов, Прохор Иванович

Прошка в исполнении Георгия Коврова (фильм «Суворов»)

Про́хор Ива́нович Дуба́сов (1743—1823) — денщик великого русского полководца А. В. Суворова.
Виновник хромоты Суворова. Забыл после починки в носке или сапоге генерала иглу, которая сломалась в пятке. Полевой хирург не смог извлечь острие и остаток жизни Суворов прихрамывал, не нагружая пятку, получив у турок прозвище Топал-паша (Хромой).
Фигурирует во всех литературных и исторических произведениях, где обычно зовётся «Прошка». Был неизменным денщиком Суворова более 30 лет — с 1760-х годов до смерти Суворова.

 Вдруг сей Прошка удостоивается получить от Сардинского короля, Карла Эммануила, две медали, одну с изображением государя императора Павла Первого, а другую с изображением короля и с надписью на латинском языке: За сбережение здоровья Суворова. Обе на зеленых лентах. На пакете рескрипта, запечатанном большою королевскою печатью, адрес следующий: «Господину Прошке, камердинеру Его Сиятельства князя Суворова». Сей пакет внес Прошка своему господину с воем и прослезил его также. Тотчас за мною посылка. Я являюсь. С восторгом кричит граф: «Как! Его Сардинское величество изволил обратить милостивейшее своё внимание и на моего Прошку! Садись и пиши церемониал завтрашнему возложению двух медалей на грудь Прошки». Я сел и написал: «Первый пункт: Прошке быть завтра в трезвом виде». «Что значит это? — сказал Александр Васильевич. — Я от роду не видывал его пьяным». — «Я не виноват, — отвечал я, — если я не видал его трезвым». В одном пункте сказано между прочим, что, по возложении медалей, должен Прошка поцеловать руку своего барина; но граф требовал настоятельно, чтобы он поцеловал руку Габета, уполномоченного королём при Главной квартире Суворова. На другой день церемониал совершился по пяти пунктам в точности, кроме первого, который исполнен с некоторыми ограничениями. Также в конце: Габет никак не давал своей руки; граф и Прошка за ним гонялись, и едва все трое не упали. Забыл я сказать, что Прошка в сей жаркий итальянский день был в бархатном кафтане с большим привешенным кошельком и уже не служил, а стоял в отдаленности от графского стула, неподвижно за столом, где пили какое-то кипрское, прокисшее вино за его здоровье. Нельзя не подивиться, как граф при сем забавном случае сохранял пресерьёзное торжественное лицо. Так мешал он дело с бездельем, и это называл своею рекреациею.— Анекдоты Князя Италийского, Графа Суворова Рымникского, изданные Е. Фуксом
Александр I наградил Прохора классным чином и пенсией 1200 рублей в год.
В фильме «Суворов» Прошку играет Георгий Ковров.